# 귀신이 온다
《귀신이 온다》(鬼子來了, Devils On The Doorstep)는 중국에서 제작된 강문 감독의 2000년 드라마, 전쟁 영화이다. 강문 등이 주연으로 출연하였다. 과거 전쟁 영화를 모방하기 위해 흑백으로 촬영된 이 영화는 5월 12일 2000년 칸 영화제에서 초연되었고 그랑프리를 이뤄냈다.

## 출연

### 주연
- 강문
- 강홍파
- 카가와 테루유키

### 조연
- 유안 딩
- 공진준
- 리 하이빈
- 사와다 겐야
- 채위동
- 미야지 요시모토
- 치앙천
- 호대위
- 바오치징

## 같이 보기
- 중일 전쟁
- 난징 대학살
- 일본의 항복